# Nikolaj Karpov
Nikolaj Vasil'evič Karpov (in russo Николай Васильевич Карпов?; Mosca, 19 novembre 1949 – Mosca, 27 marzo 2014) è stato un attore teatrale e teorico teatrale russo.
Ha ricoperto la carica di capo del Dipartimento di movimento scenico presso il GITIS di Mosca, l'accademia d'arte drammatica russa.

## Biografia
Avvia i suoi studi come attore teatrale presso la scuola teatrale Ščepkin di Mosca.
Studia recitazione con Tat'jana Orlova, allieva di Stanislavskij, e Nikolaj Annenkov, perfezionandosi nel movimento scenico.
Dagli anni 1980 avvia la sua attività pedagogica in tutta Europa: ad esempio in Italia è tra i fondatori del Centro internazionale La Cometa e svolge docenze presso l'Accademia nazionale d'arte drammatica, il Centro sperimentale di cinematografia, la scuola del Teatro Stabile di Torino, l'Accademia dei filodrammatici di Milano e il Centro universitario teatrale di Perugia.

## Teoria teatrale
Karpov ha proposto un metodo che combina i principi fondamentali del lavoro tecnico dell'attore e del suo lavoro sul testo, ponendosi come punto d'incontro degli insegnamenti di Stanislavskij, Mejerchol'd (creatore della biomeccanica teatrale) e Michail Čechov.
La sua pedagogia si basa sul concetto di corpo come mezzo d'espressione, sempre disposto ad obbedire e totalmente capace di trasmettere l'esistenza del personaggio (e quindi non trasportare sul palcoscenico la vita personale dell'attore). Per fare questo è necessario educare e addestrare il proprio corpo con un rigoroso allenamento, fino a conseguire una padronanza pressoché completa: solo così, secondo Karpov, un corpo inespressivo, banale e quotidiano può acquisire la vera libertà, diventando uno strumento da usare con consapevolezza e adatto al teatro contemporaneo.